# Bitje

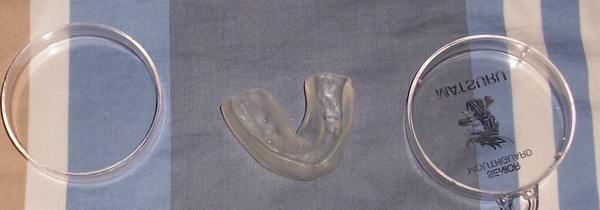
Bitje en houder

Een bitje, ook wel bit of gebitsbeschermer genoemd, is een kunststof beschermhoes voor het gebit (de tanden en kiezen) en de kaak. Veel bitjes worden gemaakt van de kunststof ethyleenvinylacetaat. 
Er zijn een- en tweedelige bitjes. De tweedelige geven over het algemeen de beste bescherming, aangezien deze het hele gebit beschermen i.p.v. alleen de boventanden. Er zijn allerlei varianten van bitjes, zoals transparante bitjes, gekleurde bitjes of bitjes met vering. Bitjes kunnen door de tandarts op maat gemaakt worden. Daarnaast worden ze onderverdeeld in standaard en voorgevormde bitjes. 
De voorgevormde bitjes nemen automatisch de vorm van de tanden in als je ze in doet. Standaard bitjes kan je op maat maken door het materiaal door middel van verwarmen, week te maken, wat als volgt, werkt: 10 tot 15 seconden in kokend water dompelen, het afschudden en het vervolgens in de mond doen. Door de tanden hard op elkaar te bijten, geraakt het bitje in de juiste vorm. Als het bitje niet goed blijft zitten, is dit kort daarna nog een keer nodig. Deze bitjes bieden echter geen erg goede bescherming.

## Sport
Bitjes worden bij verschillende sporten gebruikt, vooral bij vechtsporten zoals boksen, kickboksen, sanshou en karate, en andere contactsporten zoals ijshockey, rugby en American football, en in toenemende mate bij voetbal, waterpolo en handbal. Ook bij sporten als hockey en honkbal worden bitjes erg vaak gebruikt vanwege de harde ballen en andere attributen die bij deze sporten gebruikt worden. Sinds seizoen 2015-2016 heeft de KNHB het dragen van een bitje tijdens het hockeyen verplicht gesteld. Bij lacrosse is het dragen ervan ook verplicht.
Gebitsbeschermers worden tijdens het sporten over de tanden van de bovenkaak geplaatst. Wanneer tijdens het sporten een klap of bal op het gebit terechtkomt, verdeelt de gebitsbeschermer de impuls over meerdere tanden, waardoor de kans op schade aan het gebit tijdens het sporten aanzienlijk verminderd wordt. Mocht er toch een tand losraken, dan zorgt het bitje dat deze niet kwijtraakt.

## Medische toepassingen
Een gebitsbeschermer kan ook bij medische behandelingen gebruikt worden, zoals een soort splint (spalk) bij de behandeling van bruxisme (tandenknarsen) en andere ziektes.
Ook worden gebitsbeschermers gebruikt bij bepaalde tandartsbehandelingen, zoals tandenbleken, of als alternatief voor beugels om tanden recht te zetten.